# Контрмеры
Контрмеры — это односторонние принудительные действия горизонтального характера потерпевшего государства в отношении государства-правонарушителя с целью обеспечить надлежащее исполнение обязательств, вытекающих из правоотношения ответственности.

## Возникновение
Институт контрмер в международном праве развился после распада института репрессалий на два вида — санкций и собственно контрмер. Если первый носит вертикальный характер, то есть применяется исключительно международной организаций с разрешения на такие действия Советом Безопасности ООН, то контрмеры носят горизонтальный характер и применяются государством в ответ на противоправные действия другого государства.

## Содержание
Контрмеры, как и санкции, не являются институтом международной ответственности поскольку являются вторичными по отношению к нему и применяются исключительно для того, чтобы обеспечить исполнения правоотношения ответственности. То есть они не носят характера наказания и должны быть прекращены сразу после выполнения государством делинквентом всех обязательств вытекающих из правоотношения ответственности.
Принимаемые государством контрмеры в отношении государства, совершившего международно-противоправное деяние, не должны затрагивать:
- Обязательства воздерживаться от угрозы силой и её применения, как указано в Уставе ООН;
- Обязательства защиты основных прав человека;
- Обязательств гуманитарного характера, запрещающих репрессалии;
- Других обязательств согласно императивным нормам международного права[1].

## Условия
Для правомерного применения контрмер необходимо наличие трех условий:
а) наличие реального международно-противоправного деяния;
б) предварительное требование потерпевшего государства о прекращении такого деяния и/или возмещения вреда;
в) соразмерность контрмеры с международно-противоправным деянием и его последствиями.
Принятие контрмер до исчерпания всех возможных процедур мирного урегулирования спора или отказ государства делинквента от таких процедур является незаконным.